# Campeonato Gaúcho de Futebol de 1939
O Campeonato Gaúcho de Futebol de 1939, foi a 19ª edição da competição no Estado do Rio Grande do Sul. Mais uma vez Grêmio e Internacional não estiveram participando do campeonato. A fórmula de disputa entre os campeões das regiões foi mantida. O Rio-Grandense de Rio Grande foi o campeão.
Na semifinal da Região Sul, entre Pelotas e Riograndense, houve uma polêmica. Depois de três jogos, os dois clubes permaneciam igualados, com uma vitória do Pelotas em Rio Grande (2x1), uma vitória do Riograndense em Pelotas (2x1) e um empate no campo do São Paulo de Rio Grande (1x1) . Foi marcada uma quarta partida em Bagé, mas houve dúvidas sobre em que estádio ela deveria ser disputada; no dia marcado, o Riograndense compareceu ao campo do Ferroviário, enquanto que o Pelotas foi ao estádio do Guarany . A FRGF ainda tentou marcar uma nova data para a decisão (dia 12 de novembro, em Porto Alegre), mas o Pelotas se recusou a prosseguir na competição.
Assim, o Riograndense chegou à final do Campeonato contra o Grêmio Santanense e sagrou-se campeão ao final de uma "melhor de três", com uma vitória e dois empates. O Grêmio Santanense ficou com o vice-campeonato.

## Participantes
| Equipe            | Cidade                | Classificação               | Participação |
| ----------------- | --------------------- | --------------------------- | ------------ |
| Bagé              | Bagé                  | Campeão da Região Sul       | 5ª           |
| Gaúcho            | Passo Fundo           | Campeão da Região Serra     | 2ª           |
| Grêmio Santanense | Santana do Livramento | Campeão da Região Fronteira | 4ª           |
| Novo Hamburgo     | Novo Hamburgo         | Campeão da Região Centro    | 8ª           |
| Rio-Grandense     | Rio Grande            | Campeão da Região Litoral   | 3ª           |

## Tabela

### Fase preliminar
| 12 de novembro de 1939 | Gaúcho                            | 2[2] – 2[1] | Bagé                             | Santa Maria (RS) |
|                        | Nino 5' 42' · Micuim · Brasileiro |             | Fierro 35' · Ballejo · Tupan (P) |                  |

- Gaúcho: Harry; Josino e Armandinho; Rosson, Zica e Carlos Alberto; Brasileiro, Papagaio, Micuim, Nino e Laus.
- Bagé: Veliz; Jorge e Gauchinho; Laerte, Cabeça e Ripalda; Ballejo, Fierro, Tupan, Rubilar e Rodriguez.

### Semifnais
| 10 de dezembro de 1939 | Grêmio Santanense | 2 – 1 | Gaúcho   | Campo da Vila Rodrigues, Passo Fundo (RS) |
|                        | Beca 42'          |       | Laus 20' | Árbitro: Álvaro Silveira                  |

- Grêmio Santanense: Morozini; Ito e Pedro; Filinho, Pepe Garcia e Chuna; Sorro, Bido, Raul, Beca e Bento.
- Gaúcho: Harry; Josino e Armandinho; Rosson, Zica e Carlos Alberto; Brasileiro, Papagaio, Nino, Micuim e Laus.

| 7 de janeiro de 1940 | Riograndense | WO – 0 | Novo Hamburgo |  |
|                      |              |        |               |  |

### Finais
| 14 de janeiro de 1940 | Grêmio Santanense                                     | 4 – 4 | Riograndense                                          | Santana do Livramento (RS) |
|                       | Gol marcado · Gol marcado · Gol marcado · Gol marcado |       | Gol marcado · Gol marcado · Gol marcado · Gol marcado | Árbitro: Ari Almeida       |

| 21 de janeiro de 1940 | Riograndense                            | 3 – 1 | Grêmio Santanense | Rio Grande (RS) |
|                       | Gol marcado · Gol marcado · Gol marcado |       | Gol marcado       |                 |

| 24 de janeiro de 1940 | Riograndense | 0 – 0 | Grêmio Santanense | Campo do Bancário, Pelotas (RS) |
|                       |              |       |                   | Árbitro: Álvaro Silveira        |

|  | Rio-Grandense-RG | Grêmio Santanense |

| RIO-GRANDENSE-RG: |  |          |
|                   |  |          |
| G                 |  | Brandão  |
| Z                 |  | Cazuza   |
| Z                 |  | Armando  |
| M                 |  | Martinez |
| M                 |  | Pacheco  |
| M                 |  | Mariano  |
| A                 |  | Osquinha |
| A                 |  | Carruíra |
| A                 |  | Cardeal  |
| A                 |  | Chinês   |
| A                 |  | Plá      |
| Treinador:        |  |          |
| Aires Torres      |  |          |

| GRÊMIO SANTANENSE: |  |             |  |
|                    |  |             |  |
| G                  |  | Morozini    |  |
| Z                  |  | Ito         |  |
| Z                  |  | Pedro       |  |
| M                  |  | Pepe Garcia |  |
| M                  |  | Tristão     |  |
| M                  |  | China       |  |
| A                  |  | Sorro       |  |
| A                  |  | Bido        |  |
| A                  |  | Raul        |  |
| A                  |  | Beca        |  |
| A                  |  | Adão        |  |
| Treinador:         |  |             |  |
|                    |  |             |  |

| Gauchão 1939                      |
| --------------------------------- |
| Rio-Grandense Campeão (1º título) |